# Isla Mornington (Chile)
La isla Mornington está situada en el océano Pacífico en la región austral de Chile, al sur del golfo de Penas. Forma parte del archipiélago Mornington. Tiene una superficie de 528,8 km², que la convierten en la 26ª isla mayor de Chile.
Administrativamente pertenece a la provincia Última Esperanza de la XII Región de Magallanes y la Antártica Chilena.
Desde hace aproximadamente 6.000 años sus costas fueron habitadas por el pueblo kawésqar. A comienzos del siglo XXI este pueblo había sido prácticamente extinguido.

## Ubicación
Mapa de la isla
Está situada en 49°38′00″S 75°25′00″O / -49.63333, -75.41667 y 49°53′00″S 75°11′00″O / -49.88333, -75.18333. Es de forma irregular, de 22,5 millas en su eje más largo y 14 millas en su mayor ancho, abierta al océano Pacífico y localizada al SW del extremo sur de la gran isla Wellington. Tiene los siguientes límites: al norte, el canal Miramar, al este, el canal Picton cuyas aguas la separan de la isla Wellington, al sur, el canal Trinidad que la separa de la isla Madre de Dios y al oeste con el océano Pacífico.
En el extremo SW del cabo Primero, punta SW de la isla Mornington, existe una baliza reflectora de radar. En puerto Alert existen balizas de enfilación para tomar el fondeadero y una baliza ciega en la roca Fairway.

## Geología y orografía
Son una sucesión de tierras altas y barrancosas con numerosas cumbres y promontorios muy parecidos entre sí. En el centro de la isla su relieve es bajo pero aumenta progresivamente de altura hacia el norte y sur. Sus cabos y puntas terminan en forma abrupta. Lo anterior, unido al silencio y soledad del entorno hacen de estas islas y canales una de las regiones más bellas del planeta.
Las costas son acantiladas y sus canales, en general son limpios y abiertos, donde hay escollos estos están invariablemente marcados por sargazos. Sus lados sur y occidental son sucios, en algunas partes hasta seis millas de la tierra.
Existen alturas bastante notables que sirven para reconocer la entrada a los diferentes senos, canales o bahías. Estas están claramente indicadas en las respectivas cartas y derroteros de la región. En la parte norte está el cerro Taro de 300 metros de altura, en el lado occidental el pico Spartan de 518 metros, en la parte SE los montes Nares y Maclear de 722 y 492 metros respectivamente, el pico Picton de 630 metros y el monte Gamboa de 488 metros en el lado SW el monte Corso de 554 metros.
Todo el archipiélago patagónico data de la época terciaria; es producto de la misma causa geológica que hizo aparecer primero la cordillera de la Costa y luego la de los Andes. En la edad glacial, tomó su aspecto actual siendo la continuación hacia el sur de la cordillera de la Costa.
Es de origen ígneo por la clase de roca que lo constituye y por su relieve áspero e irregular, característico de las cadenas de erupción.

## Climatología
La región es afectada continuamente por vientos del oeste y por el paso frecuente de sistemas frontales. Estos sistemas frontales se generan en la latitud 60° S, zona en la que confluyen masas de aire subtropical y masas de aire polar creando un cinturón de bajas presiones que forma los sistemas frontales.
Esta área tiene un clima que se conoce como “templado frío lluviosos” que se extiende desde la parte sur de la X Región de Los Lagos hasta el estrecho de Magallanes. Aquí se registran las máximas cantidades de precipitaciones, en isla Guarello se han alcanzado hasta 9.000 mm anuales.
La nubosidad atmosférica es alta, los días despejados son escasos. La amplitud térmica es reducida, la oscilación anual es de aproximadamente 4 °C con una temperatura media de 9 °C. Precipita durante todo el año siendo más lluvioso hacia el otoño.

## Oceanografía
En el lado norte está puerto Nuevo. En el lado oriental, se encuentran puerto Payne y caleta Febrero. Sobre la costa sur se encuentra el amplio puerto Alert.

## Historia
A contar de 1520, con el descubrimiento del estrecho de Magallanes, pocas regiones han sido tan exploradas como la de los canales patagónicos. En las cartas antiguas la región de la Patagonia, entre los paralelos 48° y 50° Sur, aparecía ocupada casi exclusivamente por una gran isla denominada “Campana” separada del continente por el “canal de la nación Calén”, nación que se supuso existió hasta el siglo XVIII entre los paralelos 48° y 49° de latitud sur.
Desde mediados del siglo XX esos canales son recorridos con seguridad por grandes naves de todas las naciones, gracias a los numerosos reconocimientos y trabajos hidrográficos efectuados en esas peligrosas costas.
Por más de 6.000 años estos canales y sus costas han sido recorridas por los kawésqar, indígenas, nómades canoeros. Hay dos hipótesis sobre su llegada a los lugares de poblamiento. Una, que procedían del norte siguiendo la ruta de los canales chilotes y que atravesaron hacia el sur cruzando el istmo de Ofqui. La otra es que procedían desde el sur y que a través de un proceso de colonización y transformación de poblaciones cazadoras terrestres, procedentes de la Patagonia Oriental, poblaron las islas del estrecho de Magallanes y subieron por los canales patagónicos hasta el golfo de Penas. A comienzos del siglo XXI este pueblo ha sido prácticamente extinguido.